# Gesomyrmex

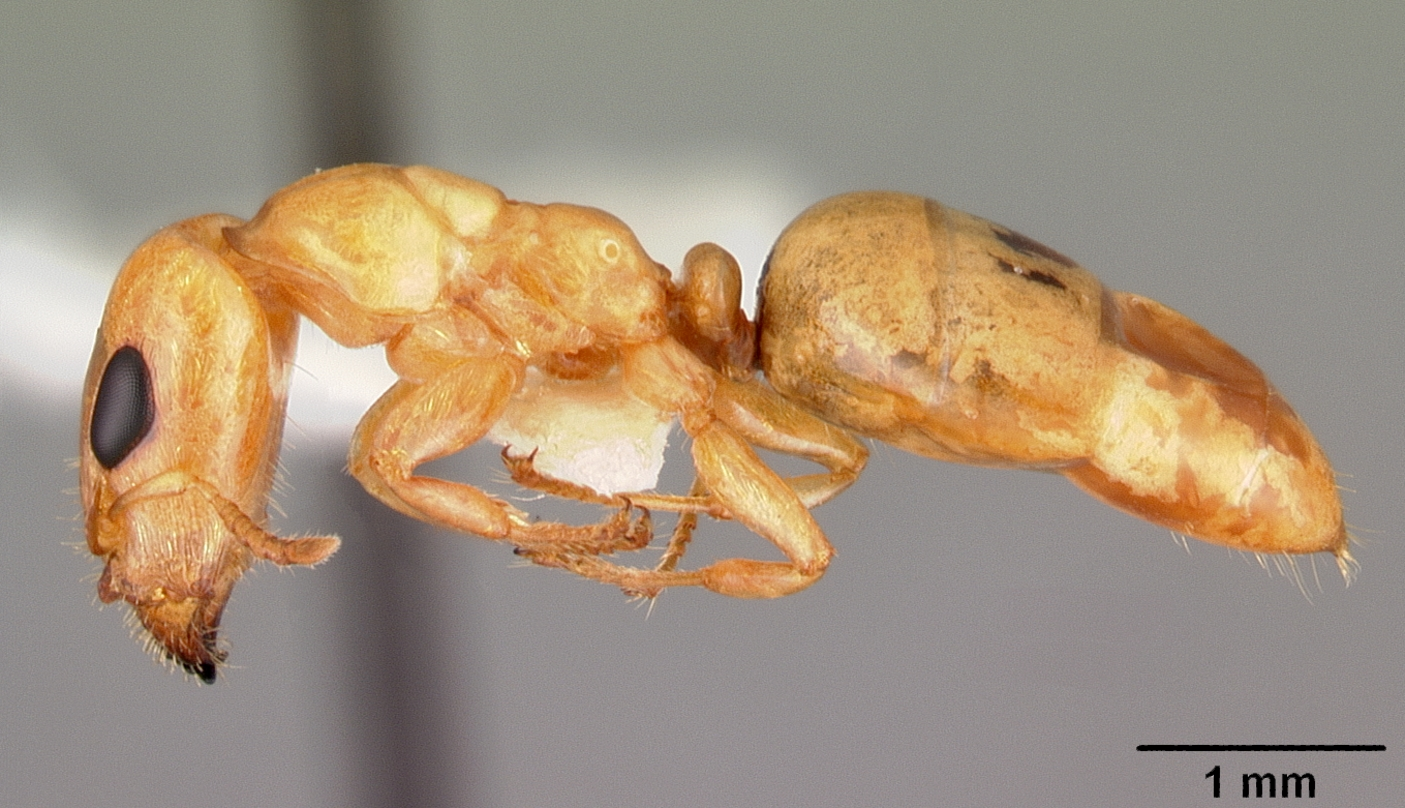
Муравей Gesomyrmex howardi

Gesomyrmex (лат.) — род муравьёв подсемейства формицины (Formicinae, Gesomyrmecini). Юго-Восточная Азия
.

## Описание
Мелкие древесные муравьи жёлтого цвета. Заднегрудка округлая без проподеальных шипиков. Усики короткие, у рабочих 8-члениковые (у самок усики состоят из 10, у самцов из 11 сегментов). Жвалы рабочих с 6-10 зубцами. Нижнечелюстные щупики 6-члениковые, нижнегубные щупики состоят из 4 сегментов. Ноги короткие. Голени средних и задних ног с одной апикальной шпорой (или без них). Стебелёк между грудкой и брюшком состоит из одного сегмента (петиоль). Современные виды живут в ветках деревьев.

## Классификация
Обнаружено 6 современных вида и 9 ископаемых видов из олигоцена и эоцена Европы и Дальнего Востока. Вместе с современным родом Santschiella  Forel, 1916 и ископаемыми родами †Sicilomyrmex  Wheeler, 1915 и †Prodimorphomyrmex Wheeler, 1915 включён в трибу Gesomyrmecini.
Их современных видов четыре известны только по рабочих особям (G. chaperi, G. howardi, G. kalshoveni и G. spatulatus) и два вида описаны только по самкам (G. luzonensis и G. tobiasi). Самцы известны у современного G. luzonensis и ископаемого G. hoernesi. Ископаемые виды «G. expectans» и «G. miegi», ранее включаемые в этот род в 2009 году были исключены из него после ревизии, проведённой Г. М. Длусским с соавторами.
- †Gesomyrmex breviceps Dlussky, Wappler & Wedmann, 2009 — Германия[7]
- Gesomyrmex chaperi André, 1892 — Борнео, Камбоджа
  - = Dimorphomyrmex janeti André, 1892
- †Gesomyrmex curiosus Dlussky, Wappler & Wedmann, 2009 — Германия[7]
- †Gesomyrmex flavescens Dlussky, Wappler & Wedmann, 2009 — Германия[7]
- †Gesomyrmex germanicus Dlussky, Wappler & Wedmann, 2009 — Германия[7]
- †Gesomyrmex hoernesi Mayr, 1868 — Балтийский янтарь
  - =†Dimorphomyrmex mayri Wheeler, W.M., 1915
  - =†Dimorphomyrmex theryi Emery, 1905
  - =†Gesomyrmex annectens Wheeler, W.M., 1915
- Gesomyrmex howardi Wheeler, 1921 — Китай
- †Gesomyrmex incertus  Dlussky, Rasnitsyn & Perfilieva, 2015
- Gesomyrmex kalshoveni Wheeler, 1929 — Индонезия
  - Gesomyrmex kalshoveni gracilis — Индонезия
- Gesomyrmex luzonensis (Wheeler, 1916) — Филиппины
- †Gesomyrmex macrops  Dlussky, Rasnitsyn & Perfilieva, 2015
- †Gesomyrmex magnus  Dlussky, Rasnitsyn & Perfilieva, 2015
- †Gesomyrmex pulcher Dlussky, Wappler & Wedmann, 2009 — Германия[7]
- Gesomyrmex spatulatus Cole, 1949 — Индия
- Gesomyrmex tobiasi Dubovikov, 2004 — Вьетнам[8]

#### Исключённые виды
- †Gesomyrmex expectans Théobald, 1937 — Германия, олигоцен (→†Eoformica expectans (Théobald, 1937))
- †Gesomyrmex miegi Théobald, 1937 — Франция, олигоцен (→†Formicidae (incertae sedis) miegi Théobald, 1937)